# Slezské dny
Slezské dny jsou tradiční folklórní slavnosti každoročně pořádané v Dolní Lomné v okrese Frýdek-Místek.

## Historie a současnost
Slezské dny jsou pořádány Maticí slezskou od roku 1969 v národopisném areálu v Dolní Lomné v okrese Frýdek-Místek. Konaly se vždy druhý zářijový víkend a program probíhal na několika pódiích.  Na hlavním pódiu probíhá slavnostní zahájení za tónů České i Slezské hymny. Vystupují zde folklórní soubory, dechové a country kapely i cimbálová muzika. V areálu probíhá předvádění tradičních řemesel s možností zakoupení výrobků. V roce 2009 se konaly jubilejní 40. Slezské dny.
Součástí Slezských dnů je i sobotní dálkový pochod Mánesovou stezkou.